# Träger (Foto)
Als Träger (auch Trägermaterial, Trägerschicht) wird in der Fotografie und Kunst das Material bezeichnet, auf das die lichtempfindlichen Schichten von Filmen oder Fotopapier aufgebracht werden. Meist handelt es sich um Träger auf Kunststoffbasis. Die speziellen Folien müssen zahlreiche Anforderungen erfüllen, unter anderem mechanische Haltbarkeit, Reißfestigkeit und gutes Haften der Fotoschichten, ferner chemische Haltbarkeit gegen die Halogene der Fotoschichten), Maßhaltigkeit (siehe auch Verzeichnung, hohe Transparenz (Lichtdurchlässigkeit) und anderes.
In der Astronomie, wissenschaftlichen Fotografie und Photogrammetrie sind das bewährteste Trägermaterial Glasplatten im Format ab 20 × 20 cm. Hier ist die Maßhaltigkeit – auch über Jahrzehnte – in höchstem Maße gegeben, doch ist zum Beispiel das Problem der Reflexionen zu lösen. Außerdem können Fotoplatten längst nicht so rasch gewechselt werden wie ein Filmtransport – obwohl hier Zeiss für die Satellitenkamera BMK um 1980 ein bahnbrechendes System entwickelt hat.
Seit etwa 1999 setzt sich mehr und mehr der Einsatz von CCD- und anderen optoelektronischen Sensoren durch, sodass sich die Weiterentwicklung des fotografischen Trägermaterials direkt in die Brennebene der Kameras verlagert. Für wissenschaftliche Aufgabenstellungen, die höchste Lichtempfindlichkeit erfordern, ist oft auch ein ein- oder mehrstufiges Kühlsystem für die Sensoren erforderlich.